# Ceará
Pour l’article homonyme, voir Marcos Ceará.

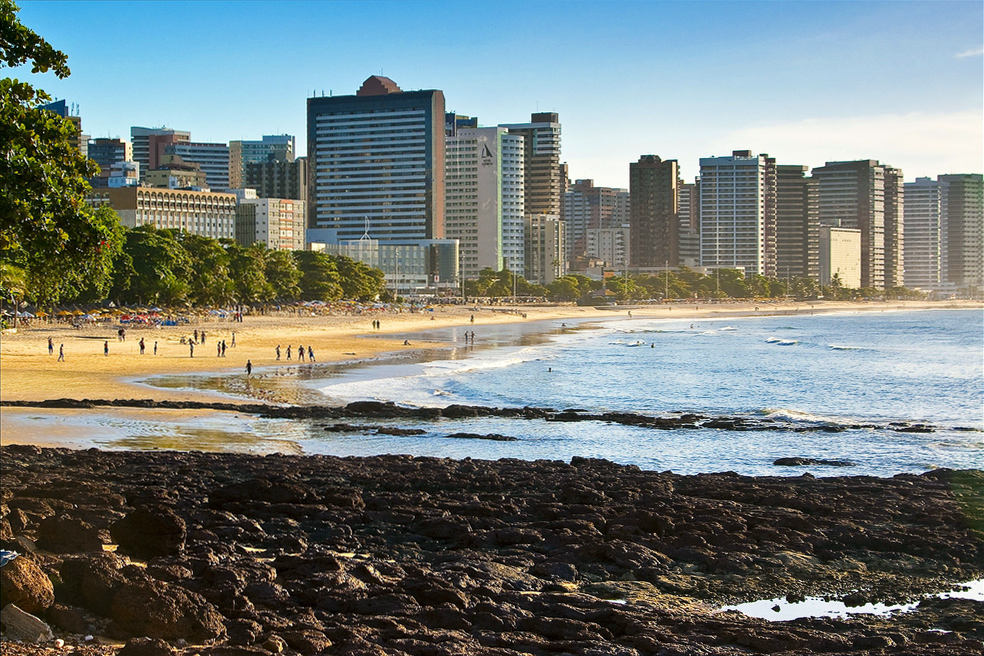
Fortaleza, la capitale du Ceará.

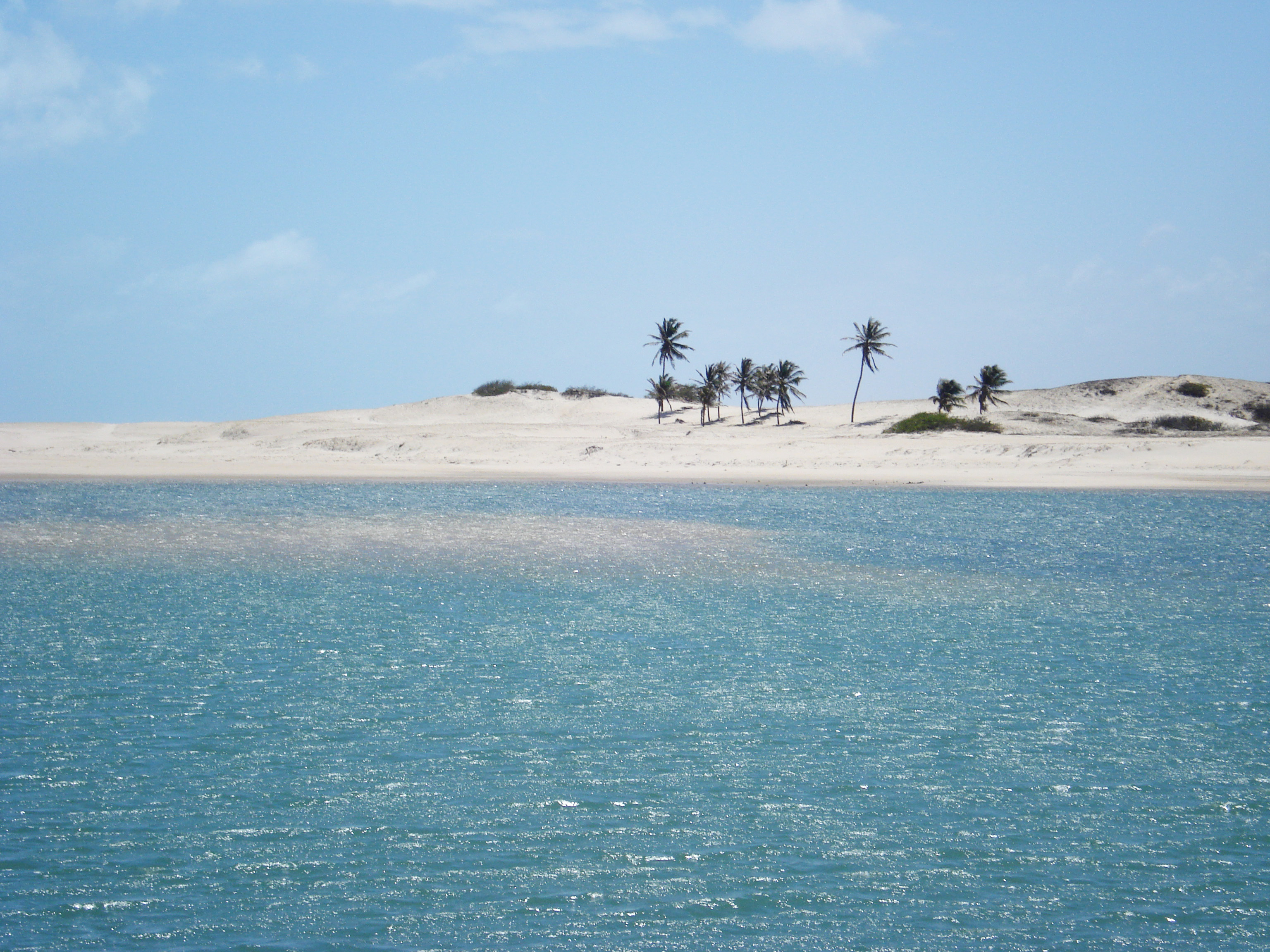
Une plage du Ceará.

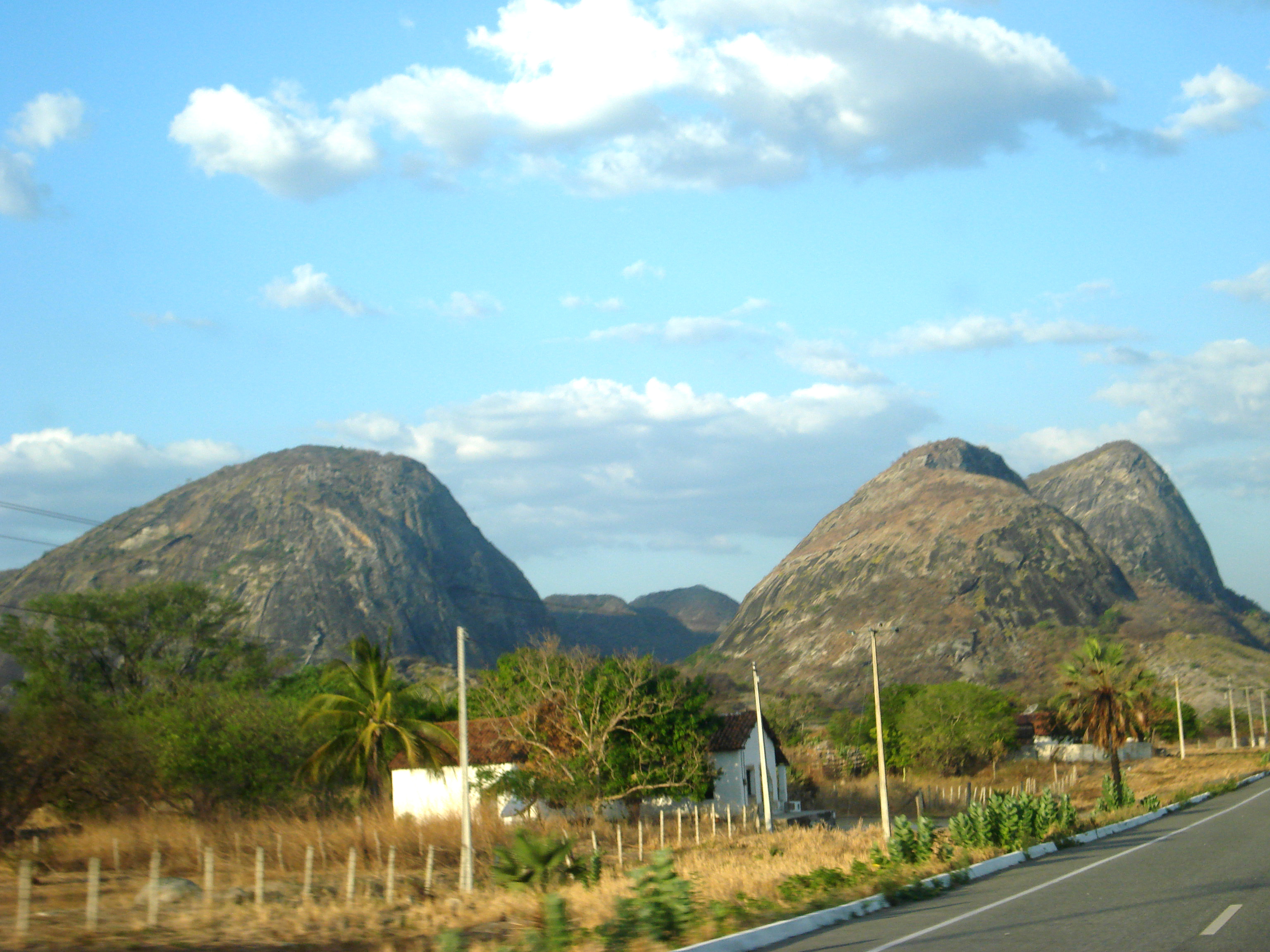
Monolithes au Ceará.

Le Ceará (prononcé en portugais : [seaˈɾa]) est l’un des États du Brésil. Il est situé au nord de la région Nordeste ; il est bordé au nord-est sur 775 km par l’océan Atlantique. L'État abrite 4,3 % de la population brésilienne et ne produit que 2,1 % du PIB brésilien.
Il a une superficie de 148 920 km2 et comptait 7 976 563 habitants en juillet 2004 et 8 904 459 habitants en juillet 2015 (IBGE).
Son climat est tropical. La température annuelle moyenne est de 27 °C et les précipitations moyennes annuelles de 775 mm.
Sa capitale est Fortaleza (2 374 994 habitants en 2005) dont la région métropolitaine atteignait 3 349 876 habitants la même année (Caucaia 303 970 hab,
Maracanau 193 879 hab, Maranguape 98 429 hab, Aquiraz
69 343 hab, Pacatuba 60 701 hab, etc.).
Les villes principales (de plus de 100 000 habitants) sont Juazeiro do Norte, Sobral, Caucaia, Itapipoca, Maracanaú.

## Gouverneurs
| Période | Période  | Identité                        | Étiquette | Qualité |
| ------- | -------- | ------------------------------- | --------- | ------- |
| 1983    | 1986     | Gonzago Mota                    | PMDB      |         |
| 1987    | 1990     | Tasso Jereissati                | PSDB      |         |
| 1991    | 1994     | Ciro Gomes                      | PSDB      |         |
| 1994    | 1995     | Francisco de Paula Rocha Aguiar | PSDB      |         |
| 1995    | 2002     | Tasso Jereissati                | PSDB      |         |
| 2002    | 2003     | Beni Veras                      | PSDB      |         |
| 2003    | 2007     | Lúcio Alcântara                 | PR        |         |
| 2007    | 2014     | Cid Gomes                       | PSB       |         |
| 2015    | 2022     | Camilo Santana                  | PT        |         |
| 2022    | 2022     | Izolda Cela                     | PDT       |         |
| 2023    | en cours | Elmano de Freitas               | PT        |         |

## Géographie et climat
Le Ceará appartient tout entier au domaine de la caatinga, milieu semi-aride du Nordeste brésilien caractérisé par une courte saison humide, limitée à trois ou quatre mois par an, ainsi que par une grande biodiversité. La forte saisonnalité du climat fait qu’il existe une faune et une flore adaptées à de nombreuses conditions du milieu.
Le climat prédominant est semi-aride, très chaud et sec. Durant près de neuf mois par an, il n’y a aucune précipitations et la température moyenne atteint 29 °C dans certaines régions du Sertão. Durant les mois de pluies (généralement de février à mai), la température descend quelque peu vers les 20 °C de moyenne. Les régions littorales ainsi que les hauteurs bénéficient par contre d’un climat moins insalubre avec température et humidité plus favorables à la végétation. Les moyennes du littoral vont de 15 à 28 °C. Dans les hauteurs, elles vont de 13 à 25 °C. À Fortaleza, sur la côte, le minimum absolu est de 10 °C, le maximum absolu étant de 32 °C.

## Économie
Le secteur des services est la composante la plus importante du PIB avec 56,7 %, suivi par le secteur industriel avec 37,9 %. L'agriculture représente 5,4 % du PIB (2004). Exportations de Ceará: cuir chaussures 20,3 %, crustacés s 17,6 %, tissé de coton 16,9 %, noix de cajou 14,7 %, cuir 13,1 %, fruits s, jus s et miel 5,4 % (2002). C'est l'un des trois seuls États brésiliens qui produisent ensemble la totalité de l'approvisionnement mondial en cire de carnauba.
Part de l'économie brésilienne: 2,04 % (2010).
Traditionnellement un État basé sur l'agriculture, le Ceará a lancé un programme d'industrialisation sous le régime militaire (1964-1985), et le secteur industriel continue de se développer chaque année. En 1999, industrie représentait 39,3 % du PIB de l'État. Le tourisme joue également un rôle important dans l'économie du Ceará, avec les nombreuses chutes d'eau, plage et forêt tropicale de l'État. En moyenne, Fortaleza reçoit à elle seule un demi-million de touristes par an. Cependant, en général, est l'un des États les plus pauvres et les plus improductifs du pays. Il a d'énormes bidonvilles et des villes entières qui ne produisent rien, ne vivent que de l'argent public.
Dans l'agriculture, l'État se distingue par la production de noix de cajou, noix de coco, papaye, melon et haricot.

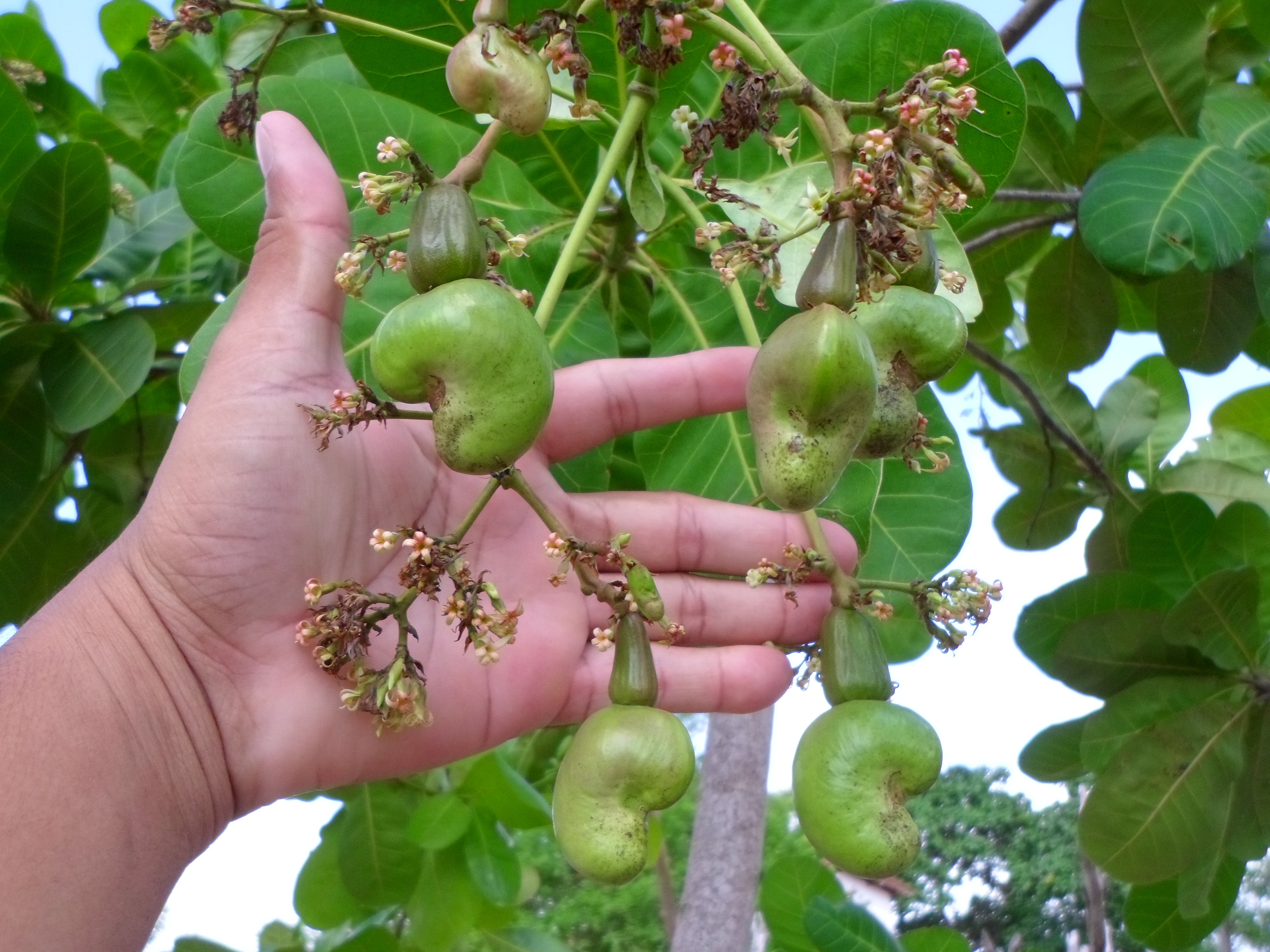
Noix de cajou au Ceará.

La production de noix de cajou au Brésil est réalisée presque exclusivement dans le nord-est. La superficie occupée par les anacardiers au Brésil en 2017 était estimée à 505 500 ha; de ce total, 99,5 % sont situés dans le nord-est. Les principaux producteurs de cette région sont Ceará (61,6 % de la superficie nationale), Rio Grande do Norte et Piauí. Cependant, le Brésil, qui était en 2011 le cinquième producteur mondial de noix de cajou, est tombé en 2016 à la 14e position, avec 1,5 % du volume total de noix produites dans le monde. Le Vietnam, le Nigéria, l'Inde et la Côte d'Ivoire étaient les plus grands producteurs de noix de cajou au monde en 2016, avec 70,6 % de la production mondiale. Ces dernières années, il y a eu une concurrence accrue avec certains pays africains, où les programmes gouvernementaux ont entraîné l'expansion de la culture et de la capacité de transformation. On estime qu'à 295 000 tonnes par an la capacité installée de transformation des noix de cajou dans le nord-est, la Région n'a réussi à produire qu'environ un quart de cette quantité. Parmi les principaux producteurs mondiaux, le Brésil a la productivité la plus faible. Plusieurs facteurs sont signalés comme étant à l'origine de la faible productivité et de la baisse de la production brésilienne de noix de cajou. L'une des raisons est que la plupart des vergers sont dans une phase de déclin naturel de la production. De plus, les anacardiers géants, qui sont majoritaires dans la Région, sont exploités de manière presque extractive, avec une faible utilisation de la technologie.
En 2017, la région du Nord-Est était le plus grand producteur de noix de coco du pays, avec 74,0 % de la production nationale. Bahia a produit 351 millions de fruits, Sergipe 234 millions et Ceará 187 millions. Cependant, le secteur souffre d'une forte concurrence et perd du marché au profit de l'Indonésie, des Philippines et de l'Inde, les plus grands producteurs mondiaux, qui exportent même de l'eau de coco au Brésil. Outre les problèmes climatiques, la faible productivité des cocotiers dans la région du Nord-Est est le résultat de facteurs liés à la variété de noix de coco récoltée et au niveau technologique utilisé dans les régions côtières. Dans ces zones, le système de culture semi-extractive prévaut toujours, avec une faible fertilité et sans l'adoption de pratiques de gestion culturelle. Les trois États qui ont la plus grande production, Bahia, Sergipe et Ceará, présentent un rendement trois fois inférieur à celui de Pernambuco, qui occupe la 5e place de la production nationale. En effet, la plupart des cocotiers de ces trois États sont situés dans les zones côtières et cultivés dans des systèmes semi-extractivistes.
En 2018, la région Sud était le principal producteur de haricot avec 26,4 % du total, suivie par le Midwest (25,4 %), la région du Sud-Est (25,1 %), le Nord-Est (20,6 %) et le Nord (2,5 %) . Les plus grands producteurs du nord-est étaient Ceará et Bahia,.
Dans la production de manioc, le Brésil a produit un total de 17,6 millions de tonnes en 2018. Maranhão était le 7e producteur du pays, avec 681 000 tonnes. Ceará était 9e, avec 622 000 tonnes. Au total, le nord-est a produit 3,5 millions de tonnes.
Rio Grande do Norte est le plus grand producteur de melon du pays. En 2017, elle a produit 354 000 tonnes. La région du Nord-Est représentait 95,8 % de la production du pays en 2007. Outre le Rio Grande do Norte, qui en 2005 produisait 45,4 % du total du pays, les trois autres plus importants du pays étaient Ceará, Bahia et Pernambuco,.
Dans la production de papaye, en 2018, Bahia était le deuxième plus grand État producteur du Brésil, presque à égalité avec Espírito Santo. Ceará était à la 3e place et Rio Grande do Norte à la 4e place.
Dans la production de banane, en 2018, Ceará était le 8e producteur national, avec 408 000 tonnes.
L'État se distingue au niveau national dans l'élevage de chèvres et moutons. En 2016, Ceará possédait le quatrième plus grand troupeau de chèvres du pays, avec 1,13 million de têtes. L'État occupait la même position dans le troupeau de moutons, avec 2,31 millions d'animaux. Au Brésil, les troupeaux caprins sont utilisés uniquement pour la survie et ne sont pas utilisés à une échelle commerciale, de sorte que leur importance économique pour le nord-est est très faible.
Le troupeau de bovins de Ceará est petit par rapport à d'autres États du Brésil. En 2019, il comptait 2,4 millions de têtes. La production de lait était de 705 millions de litres cette année.
En 2017, le Nord-Est était le plus grand producteur de crevettes du pays. La production nationale était de 41 000 tonnes. Rio Grande do Norte (37,7 %) et Ceará (28,9 %) étaient les plus gros producteurs. Aracati, à Ceara, était la municipalité avec la plus forte participation.

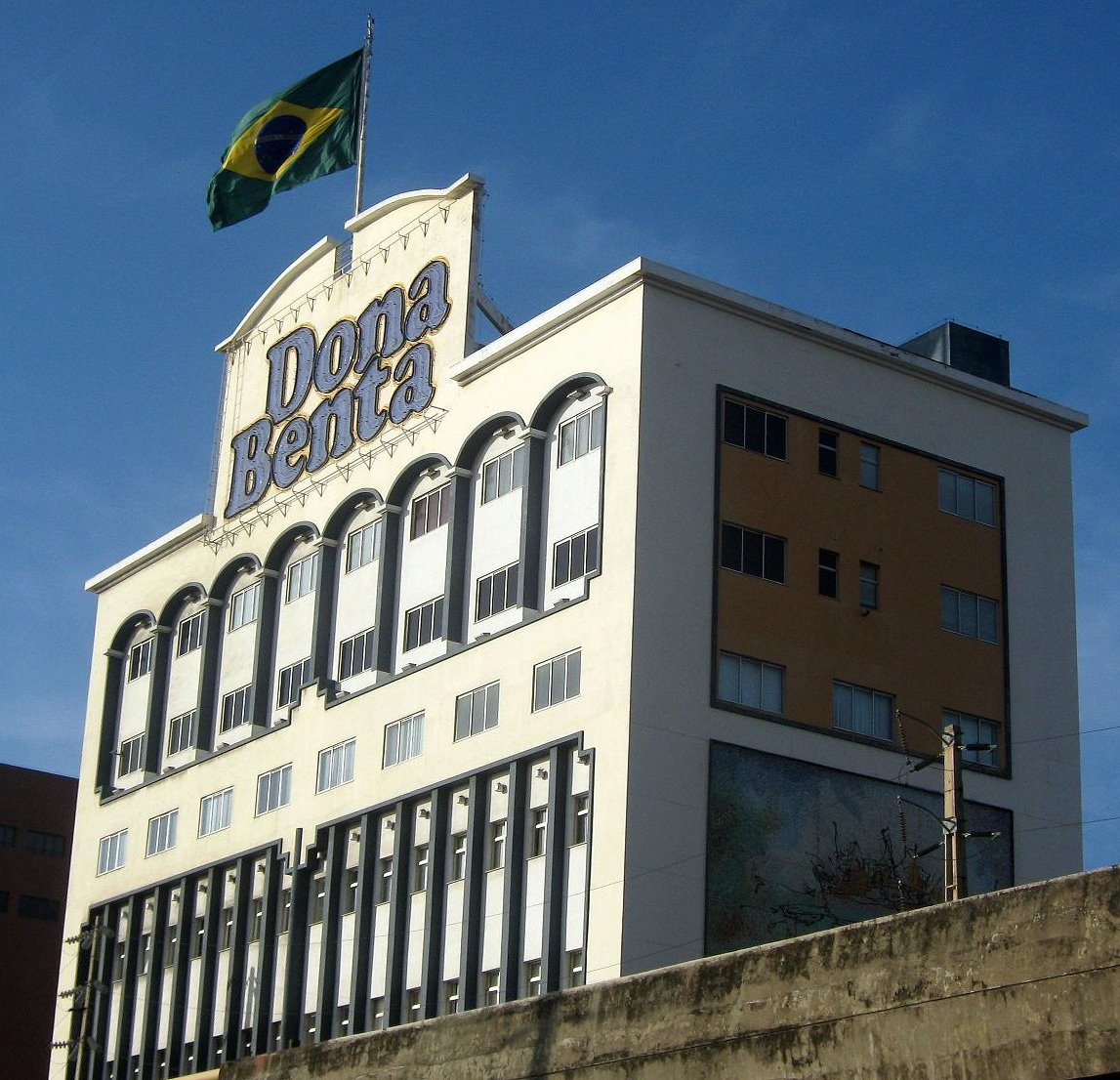
J Macêdo, l'une des plus grandes industries de pâtes au Brésil.

À propos de industrie, le Ceará avait en 2017 un PIB industriel de 22,2 milliards de réaux, soit 1,9 % de l'industrie nationale. Il emploie 296 734 travailleurs dans l'industrie. Les principaux secteurs industriels sont : la construction (26,2 %), les services publics industriels, tels que l'électricité et l'eau (22,5 %), l'alimentation (11,0 %), le cuir et la chaussure (10,5 %) et l'habillement (5,5 %). Ces cinq secteurs concentrent 75,7 % de l'industrie de l'État.
Les principaux secteurs de l'industrie du Ceará sont l'habillement, l'alimentation, la métallurgie, le textile, la chimie et la chaussure. La plupart des industries sont installées dans la région métropolitaine de Fortaleza, où se trouve le district industriel de Maracanaú. À São Gonçalo do Amarante, une aciérie est installée, Companhia Siderúrgica do Pecém, qui a produit en 2018 2,9 millions de tonnes d'acier brut, sur 35,4 millions produits dans le pays.
Certaines des grandes entreprises du Ceará ayant une portée nationale sont: Aço Cearense (acier), Companhia de Alimentos do Nordeste (alimentation), Grendene (chaussures), Café Santa Clara (café), Grande Moinho Cearense (moulin), Groupe Edson Queiroz (conglomérat d'entreprises, travaille avec le gaz, l'eau minérale, les appareils ménagers, les communications, l'éducation, entre autres), Industrie navale du Ceará, J. Macêdo, M. Dias Branco (entreprise alimentaire qui fabrique, commercialise et distribue des biscuits, des pâtes, des gâteaux, des collations, de la farine de blé, de la margarine et des graisses végétales), Troller (Véhicules) et Ypióca (Liqueur de canne à sucre).
L'État est généralement pauvre. Selon les données de 2013, 396 370 personnes vivent dans des bidonvilles à Fortaleza. Fortaleza a la deuxième plus grande population dans un bidonville parmi les villes du nord-est. 31,6 % des résidents ont un revenu par habitant égal à la moitié du salaire minimum. La productivité de l'État est faible.

## Tourisme
L’État du Ceará est riche en attractions touristiques mais est surtout réputé pour ses superbes plages encore relativement épargnées par le tourisme de masse. Le site de Jericoacoara, à l’ouest de Fortaleza, ou la plage de Canoa Quebrada à l’est, sont quant à eux fameux pour leurs lacs d'eau douce au milieu de dunes à proximité de la mer.
Par ailleurs, un chapelet de villages de pêcheurs authentiques, tel que Prainha, Iguape et surtout Caponga, longe les superbes plages sauvages à l'est de Fortaleza.
L’attrait touristique est accru par le faible coût de la vie, le Ceará étant parmi des États côtiers les plus pauvres du Brésil.